# The Who Tour 2006–2007
The Who Tour 2006–2007 fue una gira musical mundial de la banda británica The Who.

## Lista de canciones
1. "I Can't Explain"
2. "The Seeker"
3. "Anyway, Anyhow, Anywhere" (Roger Daltrey y Townshend)
4. "Who Are You"
5. "Behind Blue Eyes"
6. "Real Good Looking Boy" (Townshend, Luigi Creatore, Hugo Peretti y George David Weiss)
7. "Let's See Action" (solo en determinadas fechas)
8. "Mike Post Theme" (excepto en los conciertos del 7 de junio y 8 de julio)
9. "Baba O'Riley"
10. "Naked Eye" (solo en determinadas fechas)
11. "Magic Bus"
12. "The Relay" (solo en determinadas fechas)
13. "My Generation" (no incluida en los conciertos del 7, 17, 18 y 25 de junio; 13 de julio)
14. "Old Red Wine" (no en determinadas fechas)
15. "Won't Get Fooled Again"

Encore
1. "Substitute"
2. "Pinball Wizard"
3. "Amazing Journey"/"Sparks"
4. "See Me, Feel Me"

1. "I Can't Explain"
2. "The Seeker"
3. "Anyway, Anyhow, Anywhere" (Roger Daltrey y Townshend)
4. "Baba O'Riley"
5. "Behind Blue Eyes"
6. "Real Good Looking Boy" (Townshend, Luigi Creatore, Hugo Peretti y George David Weiss)
7. "Sound Round"
8. "Pick Up the Peace"
9. "Unholy Trinity" (solamente los días 12 y 13 de septiembre y 5 de octubre)
10. "Endless Wire"
11. "We Got a Hit"
12. "They Made My Dream Come True"
13. "Mirror Door"
14. "The Relay"
15. "You Better You Bet"
16. "Who Are You"
17. "A Man in a Purple Dress"
18. "Black Widow's Eyes"
19. "Fragments" (Lawrence Ball y Townshend)
20. "My Generation"
21. "Cry If You Want"
22. "Won't Get Fooled Again"

Encore
1. "Substitute"
2. "Pinball Wizard"
3. "Amazing Journey"/"Sparks"
4. "See Me, Feel Me"
5. "Tea & Theatre"

1. "I Can't Explain"
2. "The Seeker"
3. "Anyway, Anyhow, Anywhere" (Roger Daltrey y Townshend) o "Substitute"*
4. "Fragments" (Lawrence Ball y Townshend)
5. "Who Are You"
6. "Behind Blue Eyes"
7. "Sound Round"
8. "Pick Up the Peace"
9. "Endless Wire"
10. "We Got a Hit"
11. "They Made My Dream Come True"
12. "Mirror Door"
13. "Baba O'Riley"
14. "Eminence Front"
15. "A Man in a Purple Dress"
16. "Mike Post Theme"
17. "You Better You Bet"
18. "My Generation"
19. "Cry If You Want"
20. "Won't Get Fooled Again"

Encore
1. "Pinball Wizard"
2. "Amazing Journey"/"Sparks"
3. "See Me, Feel Me"
4. "Tea & Theatre"

1. "I Can't Explain"
2. "The Seeker"
3. "Anyway, Anyhow, Anywhere" (Roger Daltrey y Townshend)
4. "Fragments" (Lawrence Ball y Townshend)
5. "Who Are You"
6. "Behind Blue Eyes"
7. "Real Good Looking Boy" (Townshend, Luigi Creatore, Hugo Peretti y George David Weiss)
8. "Sound Round"
9. "Pick Up the Peace"
10. "Endless Wire"
11. "We Got a Hit"
12. "They Made My Dream Come True"
13. "Mirror Door"
14. "Baba O'Riley"
15. "Eminence Front"
16. "A Man in a Purple Dress"
17. "Black Widow's Eyes"
18. "You Better You Bet"
19. "My Generation"
20. "Cry If You Want"
21. "Won't Get Fooled Again"

Encore
1. "Pinball Wizard"
2. "Amazing Journey"/"Sparks"
3. "See Me, Feel Me"
4. "Tea & Theatre"

1. "I Can't Explain"
2. "The Seeker"
3. "The Real Me" (solo en este concierto se usó esta canción como la tercera pista)
4. "Fragments" (Lawrence Ball y Townshend)
5. "Who Are You"
6. "Behind Blue Eyes"
7. "Sound Round"
8. "Pick Up the Peace"
9. "Endless Wire"
10. "We Got a Hit"
11. "They Made My Dream Come True"
12. "Mirror Door"
13. "Baba O'Riley"
14. "Eminence Front"
15. "Drowned"
16. "A Man in a Purple Dress"
17. "5.15" (solamente desde el 16 al 22 de mayo)
18. "My Generation"
19. "Cry If You Want" (no en determinadas fechas)
20. "Won't Get Fooled Again"

Encore
1. "The Kids Are Alright"
2. "Pinball Wizard"
3. "Amazing Journey"/"Sparks"
4. "See Me, Feel Me"
5. "Tea & Theatre"

## Fechas de la gira
| Fecha                                         | Ciudad                      | País           | Lugar                                          |
| Europa                                        | Europa                      | Europa         | Europa                                         |
| --------------------------------------------- | --------------------------- | -------------- | ---------------------------------------------- |
| 7 de junio de 2006                            | Hertfordshire               | Inglaterra     | Knebworth House                                |
| 17 de junio de 2006                           | Leeds                       | Inglaterra     | Leeds University                               |
| 18 de junio de 2006                           | Brighton                    | Inglaterra     | Brighton Centre                                |
| 25 de junio de 2006                           | Leeds                       | Inglaterra     | O2 Wireless Festival                           |
| 28 de junio de 2006                           | Bristol                     | Inglaterra     | Ashton Gate Stadium                            |
| 30 de junio de 2006                           | Werchter                    | Inglaterra     | Rock Werchter                                  |
| 2 de julio de 2006                            | Londres                     | Inglaterra     | Hyde Park                                      |
| 3 de julio de 2006                            | Hampshire                   | Inglaterra     | Beaulieu Motor Museum                          |
| 5 de julio de 2006                            | Liverpool                   | Inglaterra     | Liverpool Docks                                |
| 6 de julio de 2006                            | Liverpool                   | Inglaterra     | Liverpool Docks                                |
| 8 de julio de 2006                            | Naas                        | Irlanda        | Oxygen Festival                                |
| 9 de julio de 2006                            | Balado                      | Escocia        | T in the Park                                  |
| 11 de julio de 2006                           | Bonn                        | Alemania       | Museumplatz                                    |
| 12 de julio de 2006                           | Berlín                      | Alemania       | Treptower Park                                 |
| 13 de julio de 2006                           | Berlín                      | Alemania       | Fritz Club                                     |
| 14 de julio de 2006                           | Locarno                     | Suiza          | Piazza Grande                                  |
| 15 de julio de 2006                           | Monte Carlo                 | Mónaco         | Salle des Etoiles                              |
| 17 de julio de 2006                           | Vienne                      | Francia        | Theatre Antique                                |
| 18 de julio de 2006                           | Metz                        | Francia        | Galaxie Amnéville                              |
| 20 de julio de 2006                           | Nyon                        | Suiza          | Paléo Festival                                 |
| 22 de julio de 2006                           | Sankt Pölten                | Austria        | Lovely Days Festival                           |
| 23 de julio de 2006                           | Ulm                         | Alemania       | Münsterplatz                                   |
| 27 de julio de 2006                           | Madrid                      | España         | Palacio de los Deportes                        |
| 29 de julio de 2006                           | Zaragoza                    | España         | Pabellón Príncipe Felipe                       |
| 29 de octubre de 2006                         | Chalk Farm                  | Inglaterra     | The Roundhouse                                 |
| Norteamérica                                  |                             |                |                                                |
| 12 de septiembre de 2006                      | Filadelfia                  | Estados Unidos | Wachovia Center                                |
| 13 de septiembre de 2006                      | Wantagh                     | Estados Unidos | Jones Beach                                    |
| 15 de septiembre de 2006                      | Ottawa                      | Canadá         | Scotiabank Place                               |
| 16 de septiembre de 2006                      | Boston                      | Estados Unidos | TD Banknorth Garden                            |
| 18 de septiembre de 2006                      | Nueva York                  | Estados Unidos | Madison Square Garden                          |
| 19 de septiembre de 2006                      | Nueva York                  | Estados Unidos | Madison Square Garden                          |
| 21 de septiembre de 2006                      | Holmdel                     | Estados Unidos | PNC Bank Arts Center                           |
| 23 de septiembre de 2006                      | Baltimore                   | Estados Unidos | Pimlico Race Course                            |
| 25 de septiembre de 2006                      | Chicago                     | Estados Unidos | United Center                                  |
| 26 de septiembre de 2006                      | Des Moines                  | Estados Unidos | Wells Fargo Center                             |
| 29 de septiembre de 2006                      | Auburn Hills                | Estados Unidos | The Palace of Auburn Hills                     |
| 30 de septiembre de 2006                      | London                      | Canadá         | John Labatt Centre                             |
| 3 de octubre de 2006                          | Winnipeg                    | Canadá         | MTS Centre                                     |
| 5 de octubre de 2006                          | Calgary                     | Canadá         | Pengrowth Saddledome                           |
| 6 de octubre de 2006                          | Edmonton                    | Canadá         | Rexall Place                                   |
| 8 de octubre de 2006                          | Vancouver                   | Canadá         | General Motors Place                           |
| 10 de octubre de 2006                         | Portland                    | Estados Unidos | Rose Garden                                    |
| 11 de octubre de 2006                         | Seattle                     | Estados Unidos | KeyArena                                       |
| 4 de noviembre de 2006                        | Los Ángeles                 | Estados Unidos | Hollywood Bowl                                 |
| 5 de noviembre de 2006                        | Los Ángeles                 | Estados Unidos | Hollywood Bowl                                 |
| 8 de noviembre de 2006                        | San José                    | Estados Unidos | HP Pavilion                                    |
| 10 de noviembre de 2006                       | Paradise                    | Estados Unidos | Mandalay Bay                                   |
| 11 de noviembre de 2006                       | Indian Wells                | Estados Unidos | Indian Wells Tennis Garden                     |
| 13 de noviembre de 2006                       | Salt Lake City              | Estados Unidos | Delta Center                                   |
| 14 de noviembre de 2006                       | Denver                      | Estados Unidos | Pepsi Center                                   |
| 17 de noviembre de 2006                       | Dallas                      | Estados Unidos | American Airlines Center                       |
| 18 de noviembre de 2006                       | Houston                     | Estados Unidos | Toyota Center                                  |
| 20 de noviembre de 2006                       | Sunrise                     | Estados Unidos | Bank Atlantic Arena                            |
| 22 de noviembre de 2006                       | Duluth                      | Estados Unidos | Gwinnett Center                                |
| 24 de noviembre de 2006                       | Atlantic City               | Estados Unidos | The Borgata                                    |
| 25 de noviembre de 2006                       | Filadelfia                  | Estados Unidos | Wachovia Center                                |
| 27 de noviembre de 2006                       | Hershey                     | Estados Unidos | Giant Center                                   |
| 28 de noviembre de 2006                       | Bridgeport                  | Estados Unidos | Arena at Harbor Yard                           |
| 1 de diciembre de 2006                        | Uncasville                  | Estados Unidos | Mohegan Sun                                    |
| 2 de diciembre de 2006                        | Boston                      | Estados Unidos | TD Banknorth Garden                            |
| 4 de diciembre de 2006                        | Toronto                     | Canadá         | Air Canada Centre                              |
| 5 de diciembre de 2006                        | Grand Rapids                | Estados Unidos | Van Andel Arena                                |
| 7 de diciembre de 2006                        | Omaha                       | Estados Unidos | QWest Center                                   |
| 8 de diciembre de 2006                        | Saint Paul                  | Estados Unidos | Xcel Energy Center                             |
| 11 de diciembre de 2006                       | Columbus                    | Estados Unidos | Value City Arena                               |
| Europa                                        |                             |                |                                                |
| 8 de febrero de 2007                          | Londres                     | Inglaterra     | The Hospital                                   |
| Norteamérica                                  |                             |                |                                                |
| 23 de febrero de 2007                         | Reno                        | Estados Unidos | Reno Events Center                             |
| 25 de febrero de 2007                         | Fresno                      | Estados Unidos | Save Mart Center                               |
| 26 de febrero de 2007                         | Long Beach                  | Estados Unidos | Long Beach Convention and Entertainment Center |
| 28 de febrero de 2007                         | Phoenix                     | Estados Unidos | US Airways Center                              |
| 1 de marzo de 2007                            | San Diego, California       | Estados Unidos | iPayOne Center                                 |
| 5 de marzo de 2007                            | Hoffman Estates             | Estados Unidos | Sears Centre                                   |
| 6 de marzo de 2007                            | Indianápolis                | Estados Unidos | Conseco Fieldhouse                             |
| 8 de marzo de 2007                            | Washington D. C.            | Estados Unidos | Verizon Center                                 |
| 9 de marzo de 2007                            | Atlantic City, Nueva Jersey | Estados Unidos | The Borgata                                    |
| 11 de marzo de 2007                           | Uniondale                   | Estados Unidos | Nassau Coliseum                                |
| 22 de marzo de 2007                           | North Little Rock           | Estados Unidos | Alltel Arena                                   |
| 23 de marzo de 2007                           | Oklahoma City               | Estados Unidos | Ford Center                                    |
| 25 de marzo de 2007                           | Tampa                       | Estados Unidos | Ford Amphitheater                              |
| 26 de marzo de 2007                           | Hollywood                   | Estados Unidos | Seminole Hard Rock Hotel and Casino Hollywood  |
| Europa                                        |                             |                |                                                |
| 31 de marzo de 2007                           | Londres                     | Inglaterra     | Royal Albert Hall                              |
| 16 de mayo de 2007                            | Lisboa                      | Portugal       | Pavilhão Atlântico                             |
| 17 de mayo de 2007                            | Madrid                      | España         | Palacio de los Deportes                        |
| 19 de mayo de 2007                            | Bilbao                      | España         | Bizkaia Arena                                  |
| 22 de mayo de 2007                            | Birmingham                  | Inglaterra     | National Indoor Arena                          |
| 23 de mayo de 2007                            | Sheffield                   | Inglaterra     | Sheffield Arena                                |
| 25 de mayo de 2007                            | Newcastle                   | Inglaterra     | Metro Radio Arena                              |
| 26 de mayo de 2007                            | Hull                        | Inglaterra     | KC Stadium                                     |
| 30 de mayo de 2007                            | Peel                        | Inglaterra     | Peel Bay Festival                              |
| 1 de junio de 2007                            | Swansea                     | Gales          | Liberty Stadium                                |
| 2 de junio de 2007                            | Southampton                 | Inglaterra     | Rose Bowl                                      |
| 5 de junio de 2007                            | Róterdam                    | Países Bajos   | Ahoy Rotterdam                                 |
| 6 de junio de 2007                            | París                       | Francia        | Bercy Arena                                    |
| 8 de junio de 2007                            | Antwerp                     | Bélgica        | Lotto Arena                                    |
| 9 de junio de 2007                            | Fulda                       | Alemania       | Messe Galerie                                  |
| 11 de junio de 2007                           | Verona                      | Italia         | Arena di Verona                                |
| 13 de junio de 2007                           | Múnich                      | Alemania       | Olympiahalle                                   |
| 16 de junio de 2007                           | Leipzig                     | Alemania       | Völkerschlachtdenkmal                          |
| 18 de junio de 2007                           | Hamburgo                    | Alemania       | Stadtpark                                      |
| 19 de junio de 2007                           | Oberhausen                  | Alemania       | König Pilsener Arena                           |
| 23 de junio de 2007                           | Cheshire                    | Inglaterra     | Knowsley Hall                                  |
| 24 de junio de 2007                           | Glastonbury                 | Inglaterra     | Glastonbury Festival                           |
| 26 de junio de 2007                           | Londres                     | Inglaterra     | Wembley Arena                                  |
| 27 de junio de 2007                           | Londres                     | Inglaterra     | Wembley Arena                                  |
| 29 de junio de 2007                           | Dublín                      | Irlanda        | Marley Park                                    |
| 30 de junio de 2007                           | Cork                        | Irlanda        | Marquee                                        |
| 4 de julio de 2007                            | Kristiansand                | Noruega        | Quart Festival                                 |
| 6 de julio de 2007                            | Stockholm                   | Suecia         | Globe Arena                                    |
| 7 de julio de 2007                            | Roskilde                    | Dinamarca      | Roskilde Festival                              |
| 9 de julio de 2007                            | Helsinki                    | Finlandia      | Hartwall Areena                                |
| 2007 International Volkswagen Minibus Meeting |                             |                |                                                |
| 6 de octubre de 2007                          | Hannover                    | Alemania       | Messegelände                                   |